# Saint-Amans-des-Cots
Saint-Amans-des-Cots är en kommun i departementet Aveyron i regionen Occitanien i södra Frankrike. Kommunen ligger  i kantonen Saint-Amans-des-Cots som ligger i arrondissementet Rodez. År 2022 hade Saint-Amans-des-Cots 732 invånare.

## Befolkningsutveckling
Antalet invånare i kommunen Saint-Amans-des-Cots
Referens: INSEE